# Michael Talbott
Michael Talbott est un acteur et réalisateur américain né le 2 février 1955 à Waverly, Iowa (États-Unis).

## Filmographie

### comme acteur
- 1973 : Blood Sport (TV) : Bubba Montgomery
- 1974 : Unwed Father (TV) : Corey
- 1974 : If I Love You, Am I Trapped Forever? (TV)
- 1974 : Super Nanas (en) (Big Bad Mama) de Steve Carver : Sheriff's Son
- 1976 : Carrie : Freddy
- 1977 : Dead of Night
- 1978 : The Initiation of Sarah (en) (TV) : Freddie
- 1978 : L'Affaire Peter Reilly (A Death in Canaan) (TV) : Trooper Miles
- 1978 : Graffiti Party (Big Wednesday) : Hog
- 1980 : Amber Waves (TV) : Tork Torkelson
- 1980 : To Race the Wind (TV) : Burly Man
- 1980 : La Grosse Magouille (Used Cars) : Mickey
- 1980 : Mister gaffes (Foolin' Around) de Richard T. Heffron : Clay
- 1980 : Ça va cogner (Any Which Way You Can) : Officer Morgan
- 1981 : Maman très chère (Mommie Dearest) : Driver
- 1982 : This Is Kate Bennett... (TV) : Gary Harris
- 1982 : Rambo (First Blood) : Deputy Balford
- 1983 : Uncommon Valor (TV) : Fireman
- 1983 : Pied au plancher (Heart Like a Wheel) : Englishtown Announcer
- 1983 : Bonjour les vacances (Vacation) : Cowboy
- 1983 : Memorial Day (TV) : Watney
- 1984 : The Seduction of Gina (TV) : Gregg
- 1984 : Les Moissons du printemps (Racing with the Moon) : Bill
- 1984-1989 : Deux flics à Miami (Miami Vice) (TV) : Stan Switek
- 1985 : Space (feuilleton TV) : Tom Savage
- 1986 : Le Sixième Sens (Manhunter) : Geehan
- 1988 : Rien à perdre (Miles from Home) : Pick-up Owner
- 1988 : Going to the Chapel (TV) : Marty
- 1990 : Little Vegas : Linus
- 1991 : Sunset Heat : Bartender
- 1991 : Guilty as Charged : Spencer
- 1991 : Runaway Father (TV)
- 1992 : Héros malgré lui (Hero) : State Police Officer at Crash Site
- 1993 : Acting on Impulse (TV) : Melvin
- 1993 : Jack Reed, l'incorruptible (Jack Reed: Badge of Honor) (TV) : Det. Eddie Dirkson
- 1994 : Jack Reed, le bras de la justice (Jack Reed: A Search for Justice) (TV) : Eddie Dirkson
- 1995 : Captain Nuke and the Bomber Boys : Scumbag
- 1995 : Mr. Payback: An Interactive Movie : Car Jerk
- 1995 : Out There (TV) : Haywood Roussell
- 1995 : Jack Reed: One of Our Own (TV) : Det. Eddie Dirkson
- 1997 : Jack Reed: Death and Vengeance (TV) : Eddie Dirkson
- 2001 : Trois souris aveugles (Three Blind Mice) (TV) : Jimmy Farrell

### comme réalisateur
- 1977 : The Reunion[réf. nécessaire]